# Montparnasse-i temető
A Montparnasse-i temető (franciául: Cimetière du Montparnasse) Párizs 14. kerületében, a Montparnasse-on helyezkedik el. A 19 hektáron elterülő sírkertben mintegy 35 000 sír található.

## Története
A 19. század elején Párizsnak új temetőkre volt szüksége a régiek tehermentesítésére, lecserélésére. I. Napóleon parancsára a város akkori határain kívül hozták létre északon a Montmartre-i temetőt, keleten a Père-Lachaise temetőt, délen a Montparnasse-i temetőt. Később, 1820-ban létesült, de szintén a császár korábbi parancsára a városon belül a Passyi temető is.
A Montparnasse-i temetőt 1824-ben hozták létre három farm területén. Eredetileg mint a déli temető (Le Cimetière du Sud) volt ismert.

## A Montparnasse-i temetőben nyugvó híres személyek

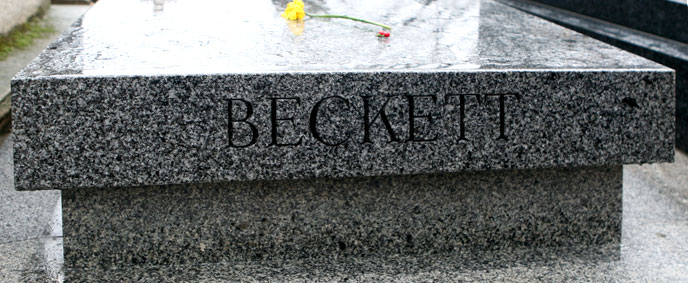
Samuel és Suzanne Beckett sírja

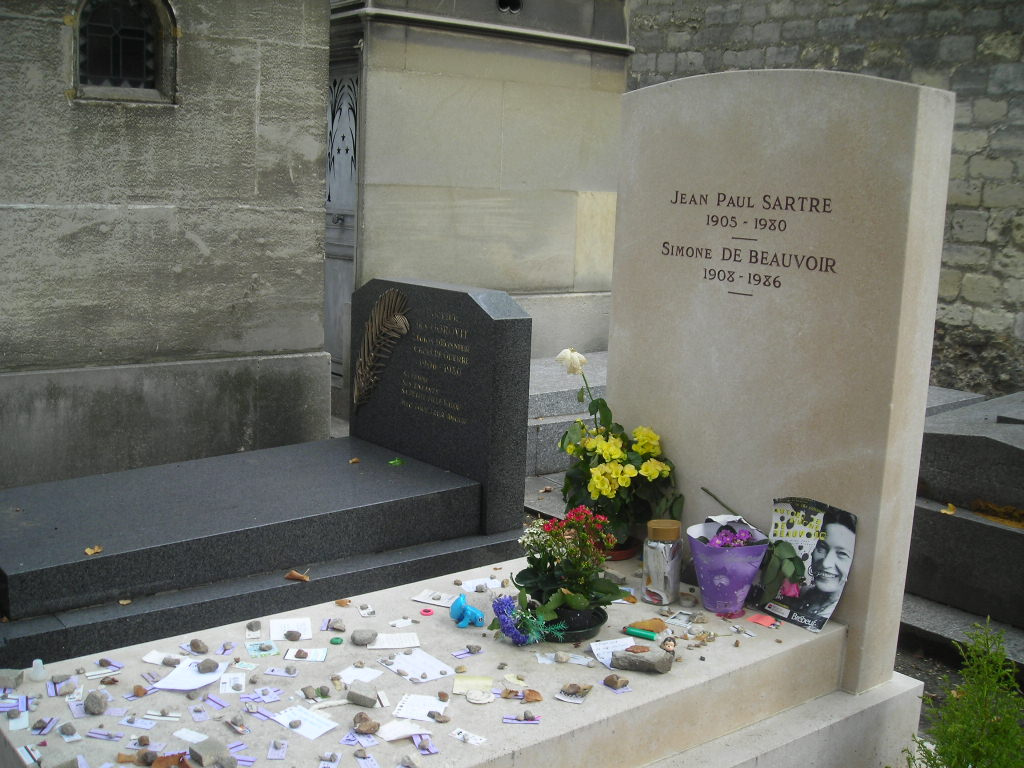
Jean-Paul Sartre és Simone de Beauvoir sírja

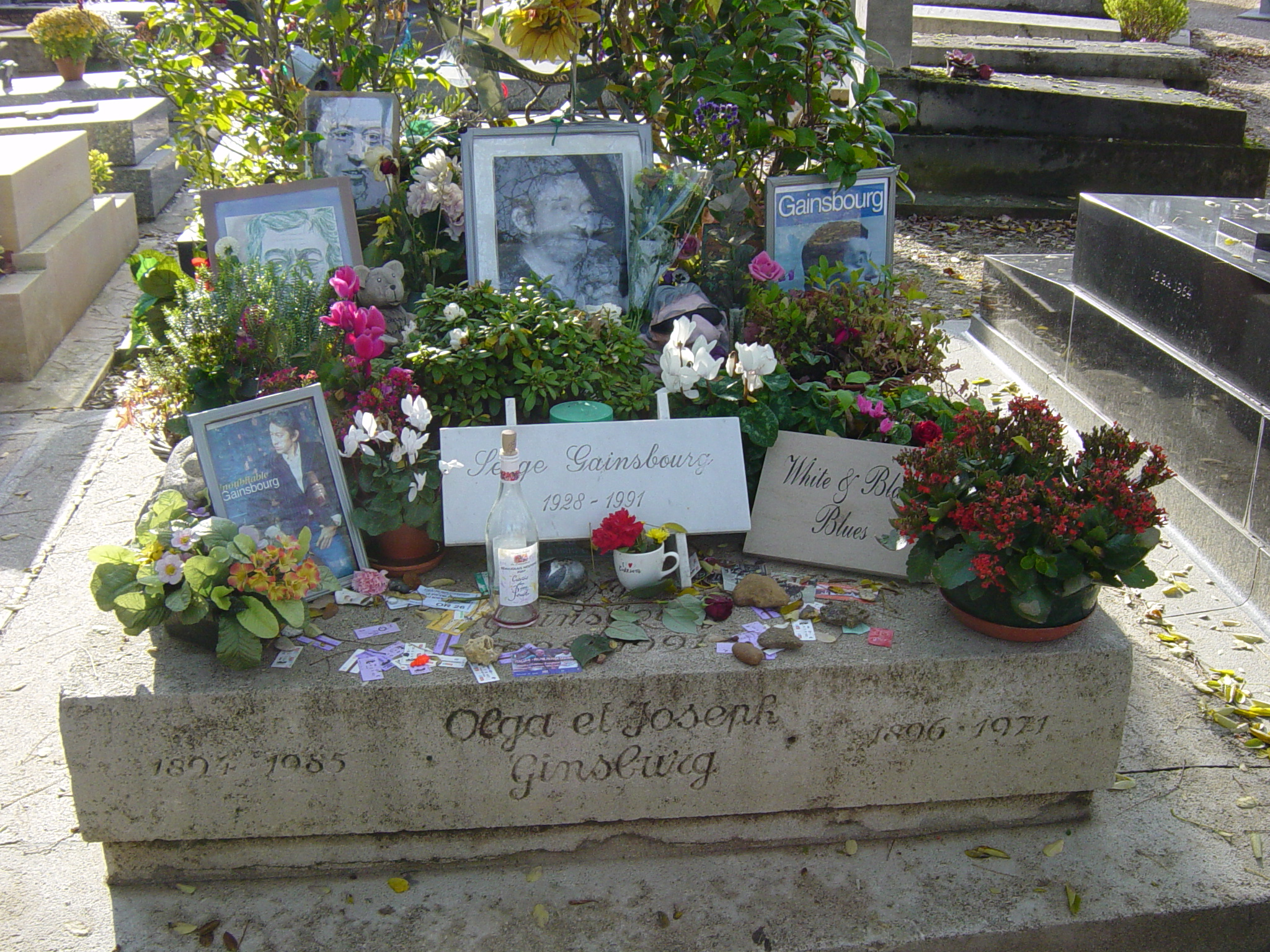
Serge Gainsbourg sírja

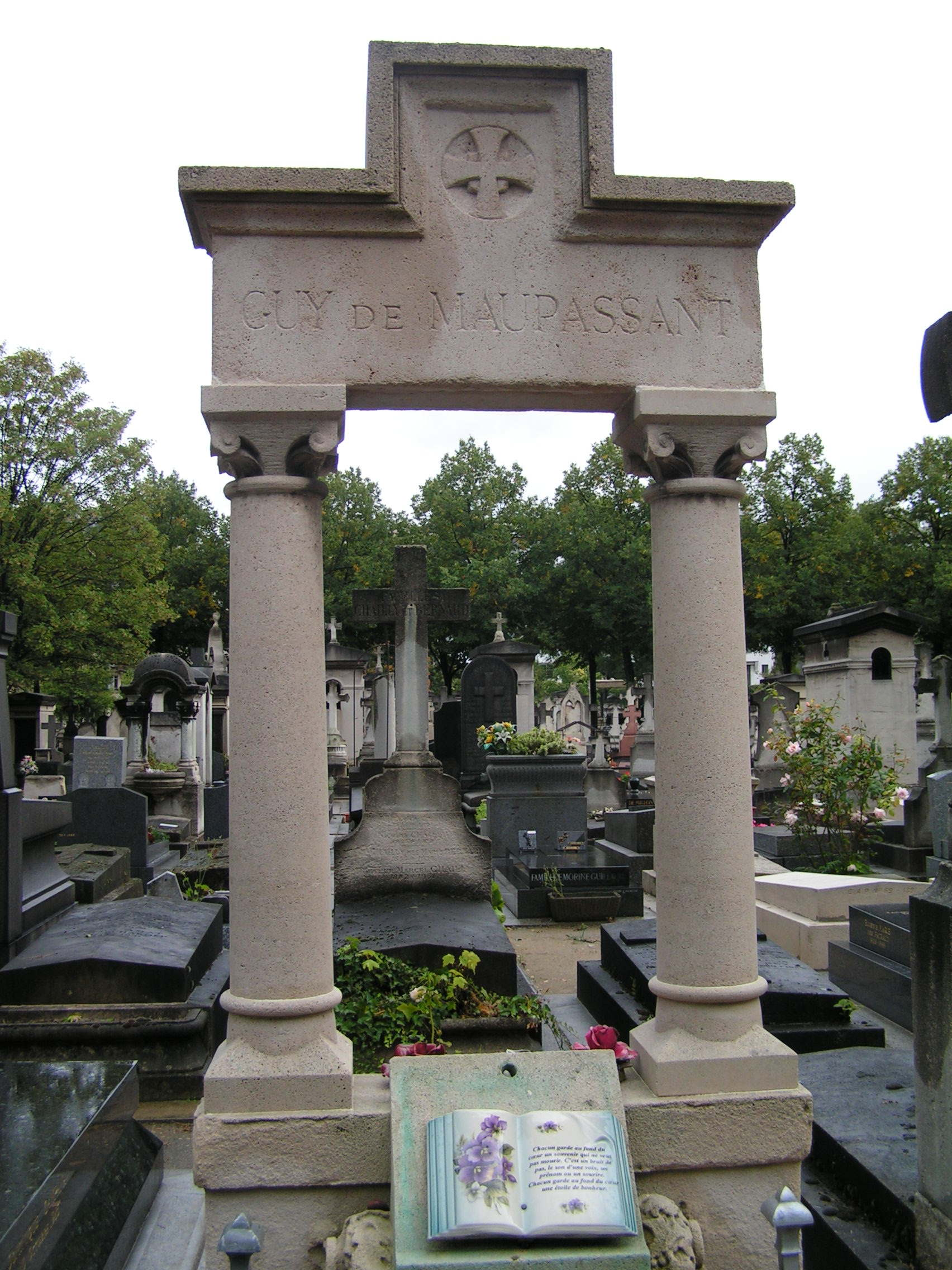
Guy de Maupassant sírja

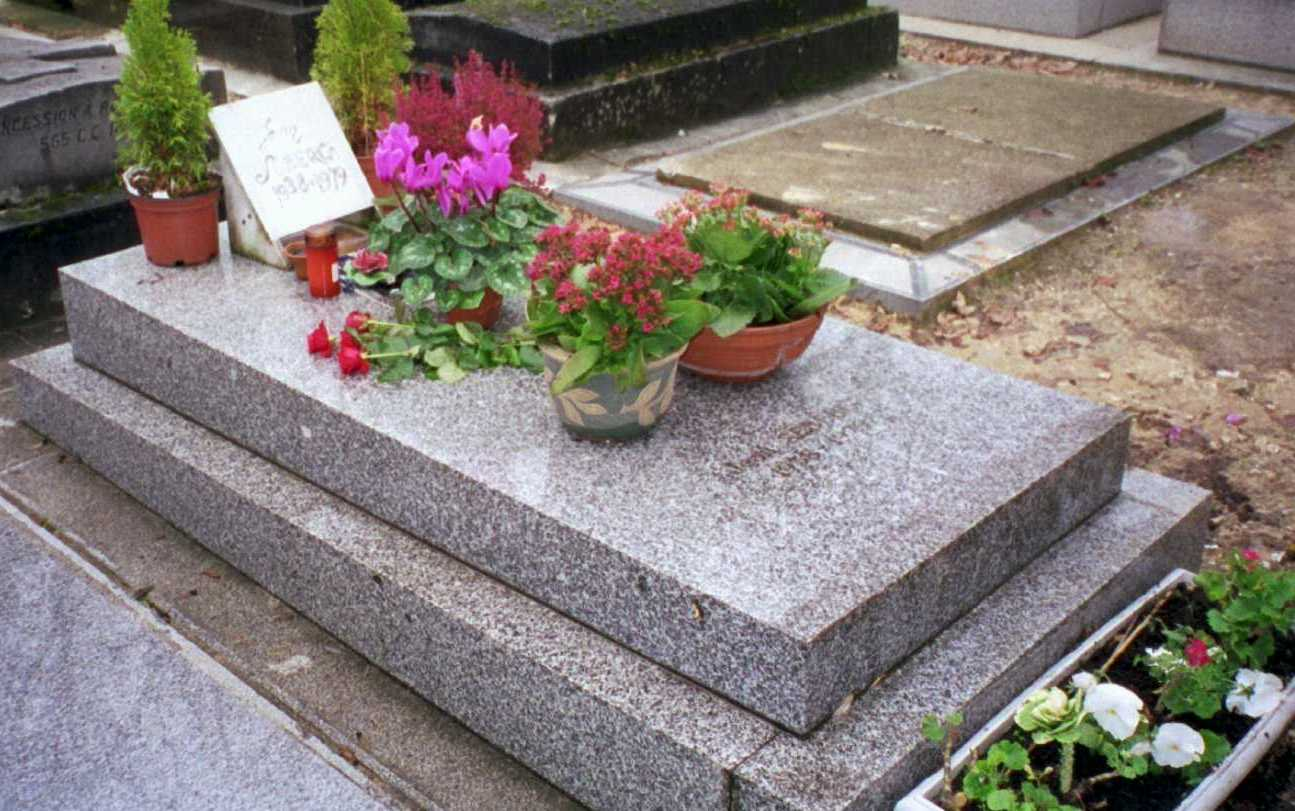
Jean Seberg sírja

- Georges Auric (1899–1983), francia zeneszerző, zongoraművész
- Raymond Barre (1924–2007), francia közgazdász, politikus
- Charles Baudelaire (1821–1867), francia költő és művészeti esszéíró-kritikus
- Jean Baudrillard (1929–2007), francia filozófus, szociológus
- Simone de Beauvoir (1908–1986), francia írónő, filozófus
- Samuel Beckett (1906–1989), ír születésű francia író, drámaíró
- William-Adolphe Bouguereau (1825–1905), francia festő
- Constantin Brâncuși (1876–1957), román szobrász
- Aristide Cavaillé-Coll (1811–1899), francia orgonakészítő
- Jacques Chirac (1932-2019), francia miniszterelnök, elnök
- Emil Cioran (1911–1995), román-francia filozófus, író
- André Citroën (1878–1935), francia mérnök, a Citroën gyár alapítója
- Maurice Couve de Murville (1907–1999), francia politikus, jogász, diplomata
- Julio Cortázar (1914–1984), argentin író
- Aimé-Jules Dalou (1838–1902), francia szobrász
- Jacques Demy (1931–1990) francia filmrendező, forgatókönyvíró
- Paul Deschanel (1855–1922), francia író, politikus
- Robert Desnos (1900–1945), francia költő
- Porfirio Díaz (1830–1915), Mexikó elnöke
- Alfred Dreyfus (1859–1935), francia katonatiszt
- Marguerite Duras (1914–1996), francia írónő, forgatókönyvíró, filmrendező
- Émile Durkheim (1858–1917), francia szociológus
- Robert Enrico (1931–2001), francia filmrendező, forgatókönyvíró
- César Franck (1822–1890), belga születésű francia zeneszerző, orgonaművész és zenetanár
- Carlos Fuentes (1928–2012), mexikói író
- Serge Gainsbourg (1928–1991), francia költő, zeneszerző, énekes, színész, filmrendező
- Charles Garnier (1825–1898), francia építész, az Opéra Garnier tervezője;
- François Gérard (1770–1837), francia festő
- Jean Giraud (Mœbius) (1938–2012), francia képzőművész, karikaturista, író
- Brassaï (Halász Gyula) (1899–1984), fotó- és filmművész, festő, író
- Eugène Ionesco (1909–1994), román–francia származású francia író
- Antoine Laurent de Jussieu (1748–1836), francia botanikus
- Pierre Larousse (1817–1875), francia nyelvész, tanár, lexikológus
- Charles Louis Alphonse Laveran (1845–1922), francia katonaorvos
- Urbain Le Verrier (1811–1877), francia matematikus
- Guy de Maupassant (1850–1893), francia író
- Philippe Noiret (1930–2006), francia filmszínész
- Mathieu Orfila (1787–1853), menorcai születésű francia vegyész
- Jean-Claude Pascal (1927–1992), francia énekes, színész, divattervező
- Henri Poincaré (1854–1912), francia matematikus, fizikus és filozófus
- Pierre-Joseph Proudhon (1809–1865), francia libertariánus szocialista-anarchista elméletalkotó, újságíró
- Man Ray (1890–1976), amerikai dadaista és szürrealista képzőművész, divat- és portréfényképész
- Eric Rohmer (1920–2010), francia filmrendező, író, kritikus
- François Rude (1784–1855), francia szobrász
- Charles Augustin Sainte-Beuve (1804–1869), francia író, költő, újságíró, irodalomkritikus
- Camille Saint-Saëns (1804–1921), francia zeneszerző, karmester, zongorista, orgonista
- Jean-Paul Sartre (1905–1980), francia filozófus, irodalomkritikus, dráma- és regényíró
- Jean Seberg (1938–1979), amerikai színésznő
- Susan Sontag (1933–2004), amerikai író, filmrendező, aktivista
- Teleki Blanka (1806–1862), magyar grófnő[1]
- Tristan Tzara (1896–1963), román-francia költő, író és esszéista
- Vercors (Jean Marcel Bruller, 1902–1991), francia író, illusztrátor
- Louis Vierne (1870–1937), francia zeneszerző, orgonaművész
- Ossip Zadkine (1890–1967), fehérorosz származású francia szobrász
- Jean-Paul Belmondo (1933–2021), francia színész